# 疏水性

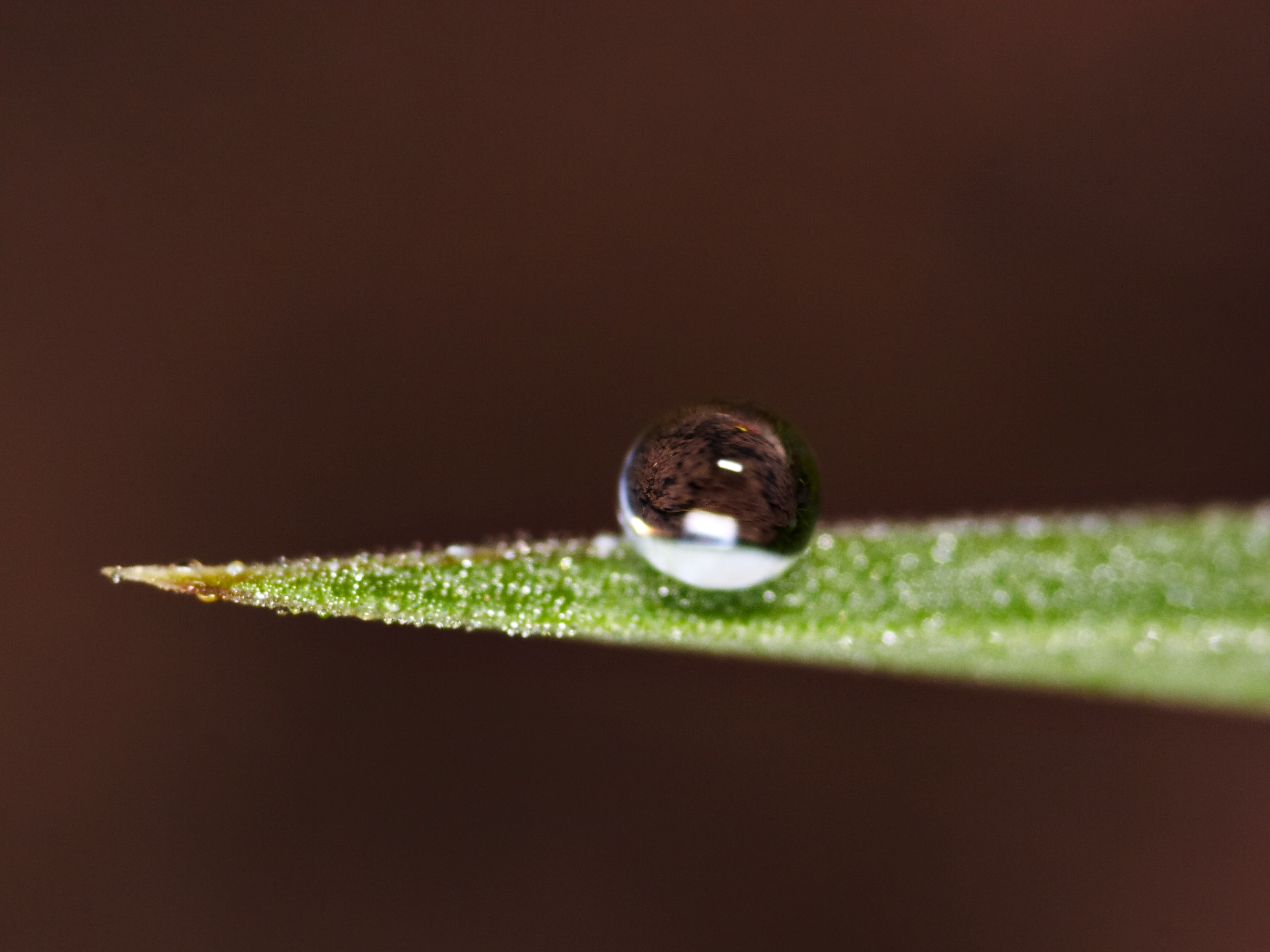
露珠在疏水性的叶面

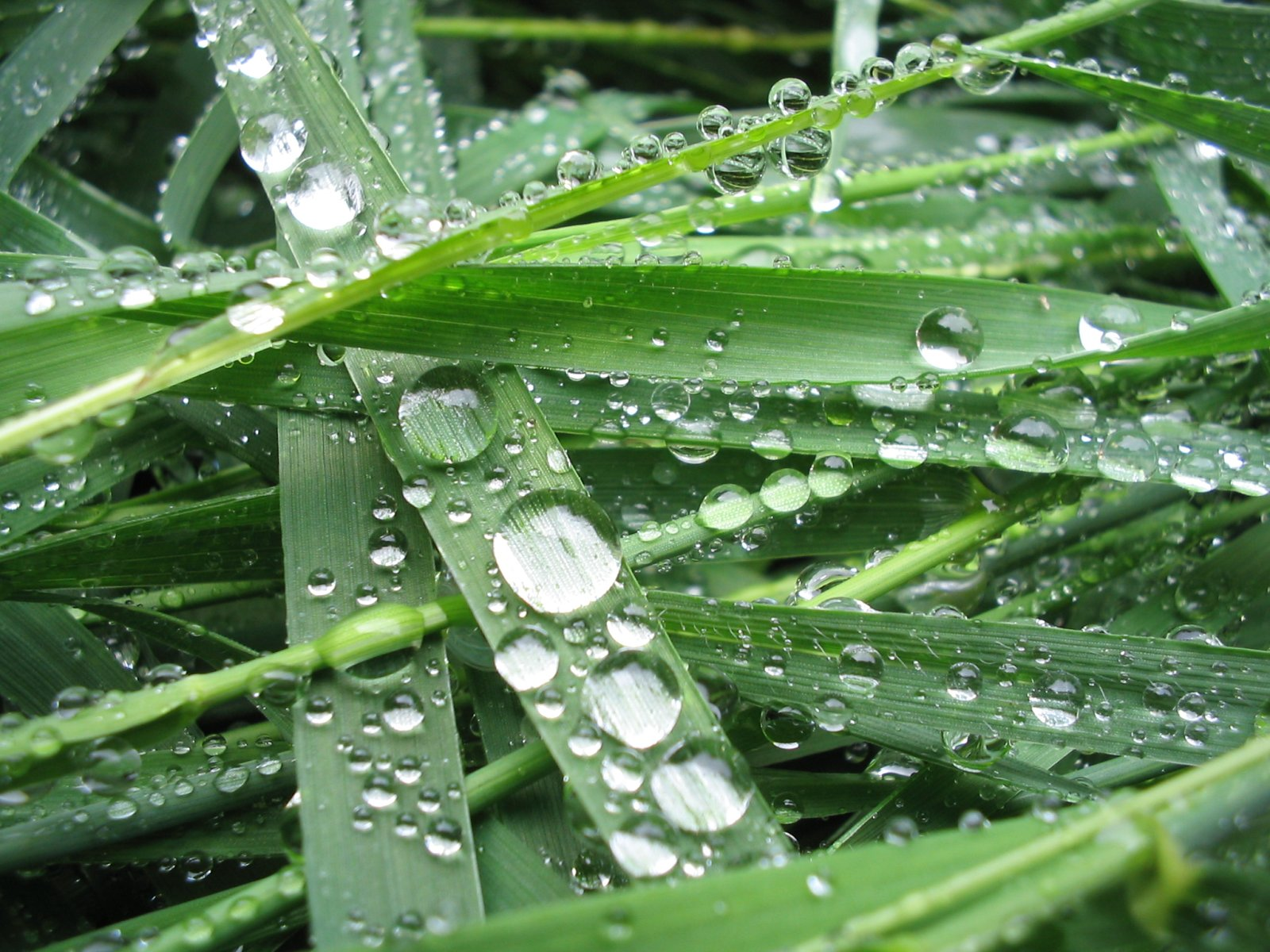
水珠在疏水性的草表面

在化學中，疏水性（或斥水性、拒水性）指的是一個分子与水互相排斥的物理性質。这种分子称为疏水物。
疏水性分子偏向於非極性，並因此較會溶解在中性和非極性溶液（如有机溶剂）。疏水性分子在水裡通常會聚成一團，而水在疏水性溶液的表面時則會形成一個很大的接觸角而成水滴状。
舉例來說，疏水性分子包含有烷烴、油、脂肪和多數含有油脂的物質。
疏水性通常也可以稱為親脂性，但這兩個詞並不全然是同義的。即使大多數的疏水物通常也是親脂性的，但還是有例外，如矽橡膠和碳氟化合物（Fluorocarbon）。

## 性質理論
根據熱力學的理論，物質會尋求存在於最低能量的狀態，而关键便是個可以減少化學能的辦法。水是極性物質，並因此可以在內部形成氫鍵，這使得它有許多獨別的性質。但是，因為疏水物不是电子极化性的，它們無法形成氫鍵，所以水會对疏水物产生排斥，而使水本身可以互相形成氫鍵。這即是导致疏水作用（這名稱並不正確，因為能量作用是来自親水性的分子）的疏水效应，因此兩個不相溶的相態（親水性對疏水性）將會變化成使其界面的面積最小時的狀態。此一效應可以在相分離的現象中被观察到。

## 超疏水性
超疏水性物質，如荷叶，具有極難被水沾溼的表面，水在其表面的接觸角超過150°，滑动角小于20°。

### 理论

气体环绕的固体表面的液滴。接触角θ_{C}，是由液体在三相（液体、固体、气体）交点处的夹角。

1805年，托马斯·杨通过分析作用在由气体环绕的固体表面的液滴的力而确定了接触角θ。
{\displaystyle \gamma _{SG}\ =\gamma _{SL}+\gamma _{LG}\cos {\theta }}
其中
{\displaystyle \gamma _{SG}\ } = 固体和气体之间的表面张力
{\displaystyle \gamma _{SL}\ } = 固体和液体之间的表面张力
{\displaystyle \gamma _{LG}\ } = 液体和气体之间的表面张力
θ可以用接触角测量计来测量。

气体环绕的固体表面的液滴，形成接触角θ。如果液体与固体表面微结构的凹凸面直接接触，则此液滴处于Wenzel状态；而如果液体只是与微结构的凸面接触，则此液滴处于Cassie-Baxter状态。

Wenzel确定了当液体直接接触微结构化的表面时，θ角会转变为{\displaystyle \theta _{W}*}
{\displaystyle \cos {\theta }_{W}*=r\cos {\theta }}
其中，r为实际面积与投影面积的比率。Wenzel的方程显示了微结构化一个表面将会放大表面张力。疏水性表面（具有大于90°的接触角）在微结构化之后会变得更加疏水，其新的接触角将比原来增大。然而，一个亲水性表面（具有小于90°的接触角）在微结构化之后却会变得更加亲水，其新的接触角将比原来减小。
Cassie和Baxter发现如果液体悬浮在微结构表面，θ角将会变为{\displaystyle \theta _{CB}*}
{\displaystyle \cos {\theta }_{CB}*}  = φ(cos θ + 1) – 1
其中，φ为固体与液体接触面积的比例。在Cassie-Baxter状态下的液体比Wenzel状态下更具有运动性。  
通过用以上两个方程计算出的新接触角，我们可以预测Wenzel状态或Cassie-Baxter状态是否应该存在。由于有自由能最小化的限制，预测出具有更小的新接触角的状态就会更可能存在。从数学上来说，要使Cassie-Baxter状态存在，以下的不等式必须成立。
cos θ < (φ-1)/(r - φ)
最近提出的一个判断Cassie-Baxter状态是否存在的替代标准是：1)接触线力克服液滴未被支撑部分的重力；2)微结构足够高从而阻止液滴接触微结构的基底（即凹面）。
接触角是静态测量疏水性的方法，接触角滞后和滑动角则对疏水性的动态测量法。接触角滞后是一种鉴定表面异质性的现象。当移液器将液体注到固体表面时，液体就会形成一定的接触角。随着注入液体的增加，液滴的体积会随之增加，接触角也会变大，但三相边界会保持固定直到液体突然溢出。在液体溢出前瞬间的接触角被称为前进接触角。回退接触角可以通过将液体从液滴中吸出来测量。随着液体被吸出，液滴的体积减小，接触角也减小，但三相边界同样保持固定直到被完全吸回。在液体被吸回瞬间的接触角被称为回退接触角。而前进接触角和回退接触角之间的差异就是接触角滞后，它被用来鉴定表面的异质性、粗糙性和运动性。非同质的表面会有能够阻碍接触线的区域。滑动角是另一种动态测量疏水性的方法：在固体表面放置一个液点，倾斜表面直到液滴开始滑动，此时的倾斜角即为滑动角。处于Cassie-Baxter状态的液滴通常会表现出比Wenzel状态更小的滑动角和接触角滞后。

### 研究和应用

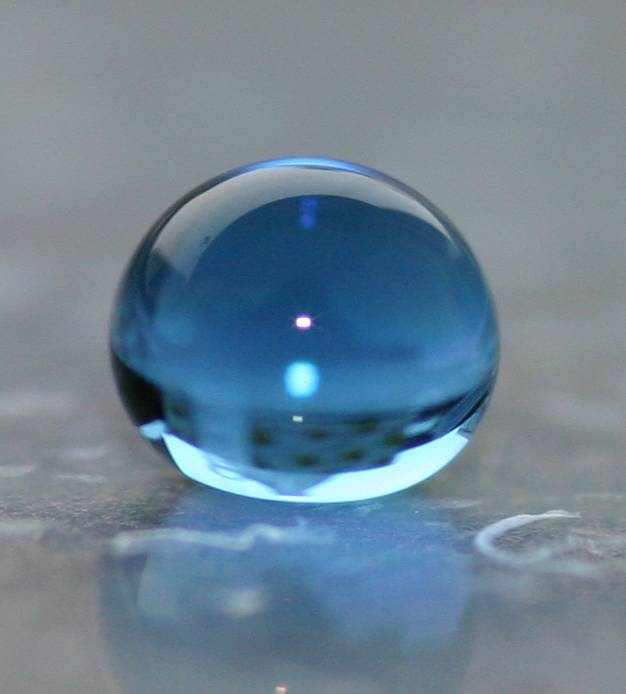
纳米纤维表面的水珠

許多在自然界中找到的超疏水性物質都遵循Cassie定律，而它在次微米尺度下可以和空氣組成雙相物質。蓮葉效應便是基於此一原理而形成的。仿生學上，超疏水性物質的例子有利用奈米科技制作的nanopin膜（nanopin film）。

## 外部連結
- Webtool to calculate and plot the hydrophobicity of proteins.
- Hydrophobic Sand （页面存档备份，存于）